# Niegibany
Niegibany (lit. Negibėnai) − wieś na Litwie, w gminie rejonowej Soleczniki, 3 km na wschód od Kamionki, zamieszkana przez 61 ludzi. Przed II wojną światową w Polsce, w powiecie wileńsko-trockim województwa wileńskiego.